# Meilleur footballeur sud-américain de l'année

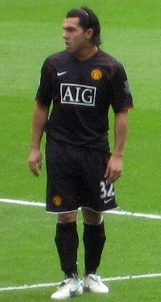
Carlos Tevez vainqueur de 2003 à 2005.

Le « meilleur joueur de football sud-américain de l'année » est une distinction remise à un joueur de football évoluant ou ayant évolué au cours de l'année en Amérique latine. 
De 1971 à 1986, elle est décernée par le journal vénézuélien El Mundo de Caracas. Depuis 1986, le trophée est attribué par un jury composé de quatre cents journalistes réunis par le quotidien uruguayen El País de Montevideo.

## Palmarès
| Année                         | Footballeur                   | Nation                        | Club                          |
| Journal El Mundo du Venezuela | Journal El Mundo du Venezuela | Journal El Mundo du Venezuela | Journal El Mundo du Venezuela |
| ----------------------------- | ----------------------------- | ----------------------------- | ----------------------------- |
| 1971                          | Tostão                        | Brésil                        | Cruzeiro EC                   |
| 1972                          | Teófilo Cubillas              | Pérou                         | Alianza Lima                  |
| 1973                          | Pelé                          | Brésil                        | Santos FC                     |
| 1974                          | Elías Figueroa                | Chili                         | SC Internacional              |
| 1975                          | Elías Figueroa                | Chili                         | SC Internacional              |
| 1976                          | Elías Figueroa                | Chili                         | SC Internacional              |
| 1977                          | Zico                          | Brésil                        | CR Flamengo                   |
| 1978                          | Mario Kempes                  | Argentine                     | Valencia CF                   |
| 1979                          | Diego Armando Maradona        | Argentine                     | Argentinos Juniors            |
| 1980                          | Diego Armando Maradona        | Argentine                     | Argentinos Juniors            |
| 1981                          | Zico                          | Brésil                        | CR Flamengo                   |
| 1982                          | Zico                          | Brésil                        | CR Flamengo                   |
| 1983                          | Sócrates                      | Brésil                        | SC Corinthians Paulista       |
| 1984                          | Enzo Francescoli              | Uruguay                       | River Plate                   |
| 1985                          | Julio César Romero            | Paraguay                      | Fluminense FC                 |
| Journal El País d'Uruguay     |                               |                               |                               |
| 1986                          | Antonio Alzamendi             | Uruguay                       | River Plate                   |
| 1987                          | Carlos Valderrama             | Colombie                      | Deportivo Cali                |
| 1988                          | Rubén Paz                     | Uruguay                       | Racing Club de Avellaneda     |
| 1989                          | Bebeto                        | Brésil                        | Vasco da Gama                 |
| 1990                          | Raúl Vicente Amarilla         | Paraguay                      | Club Olimpia                  |
| 1991                          | Oscar Ruggeri                 | Argentine                     | Vélez Sársfield               |
| 1992                          | Raí                           | Brésil                        | São Paulo FC                  |
| 1993                          | Carlos Valderrama             | Colombie                      | Junior                        |
| 1994                          | Cafu                          | Brésil                        | São Paulo FC                  |
| 1995                          | Enzo Francescoli              | Uruguay                       | River Plate                   |
| 1996                          | José Luis Chilavert           | Paraguay                      | Vélez Sársfield               |
| 1997                          | Marcelo Salas                 | Chili                         | River Plate                   |
| 1998                          | Martín Palermo                | Argentine                     | Boca Juniors                  |
| 1999                          | Javier Saviola                | Argentine                     | River Plate                   |
| 2000                          | Romário                       | Brésil                        | Vasco da Gama                 |
| 2001                          | Juan Román Riquelme           | Argentine                     | Boca Juniors                  |
| 2002                          | José Cardozo                  | Paraguay                      | Club Toluca                   |
| 2003                          | Carlos Tévez                  | Argentine                     | Boca Juniors                  |
| 2004                          | Carlos Tévez                  | Argentine                     | Boca Juniors                  |
| 2005                          | Carlos Tévez                  | Argentine                     | Corinthians                   |
| 2006                          | Matías Fernández              | Chili                         | Colo-Colo                     |
| 2007                          | Salvador Cabañas              | Paraguay                      | América                       |
| 2008                          | Juan Sebastián Verón          | Argentine                     | Estudiantes                   |
| 2009                          | Juan Sebastián Verón          | Argentine                     | Estudiantes                   |
| 2010                          | Andrés D'Alessandro,          | Argentine                     | Internacional Porto Alegre    |
| 2011                          | Neymar                        | Brésil                        | Santos FC                     |
| 2012                          | Neymar                        | Brésil                        | Santos FC                     |
| 2013                          | Ronaldinho                    | Brésil                        | Clube Atlético Mineiro        |
| 2014                          | Teófilo Gutiérrez             | Colombie                      | River Plate                   |
| 2015                          | Carlos Andrés Sánchez         | Uruguay                       | River Plate                   |
| 2016                          | Miguel Borja                  | Colombie                      | Atlético Nacional             |
| 2017                          | Luan Vieira                   | Brésil                        | Grêmio Porto Alegre           |
| 2018                          | Gonzalo Nicolás Martínez      | Argentine                     | River Plate                   |
| 2019                          | Gabriel Barbosa               | Brésil                        | CR Flamengo                   |
| 2020                          | Marinho                       | Brésil                        | Santos FC                     |
| 2021                          | Julián Álvarez                | Argentine                     | River Plate                   |
| 2022                          | Pedro                         | Brésil                        | CR Flamengo                   |
| 2023                          | Germán Cano                   | Argentine                     | Fluminense FC                 |